# Here
Here er en amerikansk film fra 2024, der er instrueret og produceret af Robert Zemeckis, der også skrev manuskriptet sammen med Eric Roth. Filmen er baseret på en grafisk roman fra 2014 af Richard McGuire. Filmen foregår i en bolig, som i tidens løb har rummet flere generationer af den samme familie. Hovedpersonerne er ægteparret Richard og Margaret, og filmen skildrer sammenstødene mellem generationer, og hvordan kulturen skifter, når nye generationer vokser op, og deres forældre bliver gamle. Hovedrollerne spilles af Tom Hanks og Robin Wright, der ligeledes spillede sammen i den 30 år tidligere kæmpesucces Forrest Gump, der også var instrueret af Robert Zemeckis.

## Medvirkende
- Tom Hanks som Richard
- Robin Wright som Margaret
- Paul Bettany som Al
- Kelly Reilly som Rose
- Michelle Dockery som Pauline Harter

## Modtagelse

### USA
På det amerikanske websted Rotten Tomatoes, der opsummerer amerikanske mediers filmanmeldelser, var kun 39 % af de 164 indsamlede anmeldelser positive med en gennemsnitlig vurdering på 5,2 ud af 10 mulige point. Webstedets sammenfattende vurdering lød: "Selvom det er opmuntrende at se instruktøren Robert Zemeckis vende tilbage til humanistisk historiefortælling, fratager filmens iscenesatte indbildskhed og overflod af skuespil den enhver følelsesmæssig resonans."

### Danmark
Jyllands-Posten gav filmen en enkelt ud af seks stjerner og kaldte filmen for et kæmpeflop. I Politiken fik filmen en relativt god anmeldelse med fire hjerter ud af seks mulige. Anmeldelsen mente, at som eksperiment lykkedes filmen relativt godt.